# رلیتسا
رلیتسا (به صربی: Rlica) یک منطقهٔ مسکونی در صربستان است که در کروشواتس واقع شده‌است. رلیتسا ۴۱ نفر جمعیت دارد.